# Florin-Nicolae Jianu
Florin-Nicolae Jianu (n. 30 decembrie 1976) este un senator român, ales în 2024 din partea PSD. 